# Tephritis arnicae
Tephritis arnicae

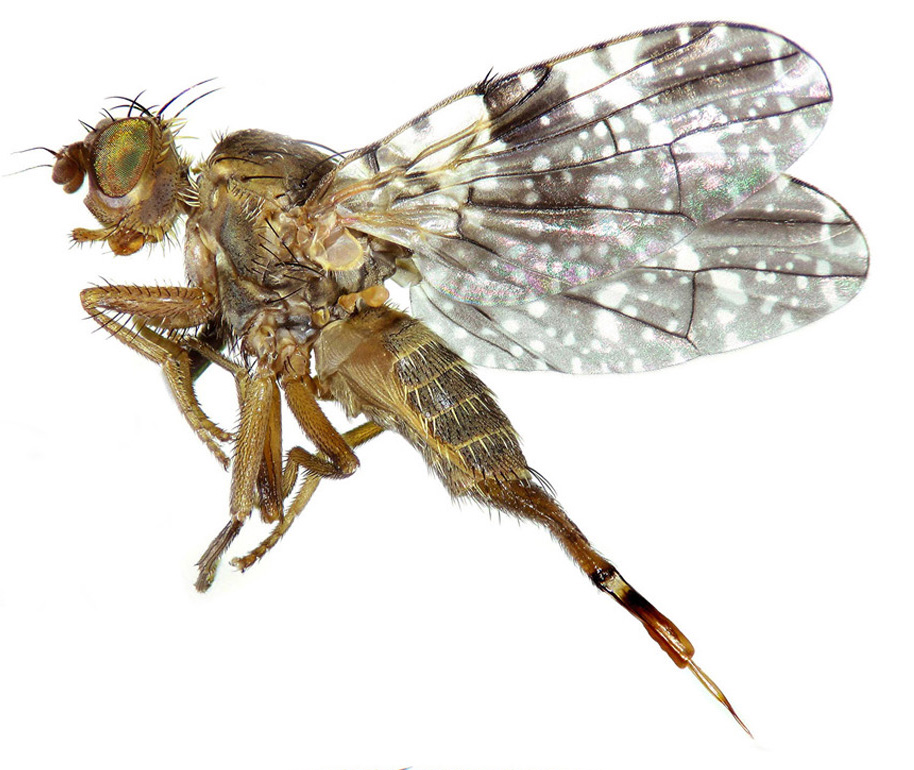
Adulto

 es una especie de insecto díptero del género Tephritis, familia Tephritidae. Linnaeus lo describió en 1758.
Las larvas se alimentan de las flores de species of Arnica montana, Doronicum grandiflorum, D. austriacum y D. hungaricum.
Se encuentran en el Reino Unido, Scandinavia, hacia el sur hasta Francia, Bulgaria y Ucrania.